# Парауапебас

Парауапебас на карте штата.

Парауапебас (порт. Parauapebas) — муниципалитет в Бразилии, входит в штат Пара. Составная часть мезорегиона Юго-восток штата Пара. Входит в экономико-статистический микрорегион Парауапебас. Население составляет 153 908 человек на 2010 год. Занимает площадь 6886,208 км². Плотность населения — 22,35 чел./км².
Праздник города — 10 мая.

## История
Город основан 10 мая 1988 года. 

## Демография
Согласно сведениям, собранным в ходе переписи 2010 г. Национальным институтом географии и статистики (IBGE), население муниципалитета составляет:
| Полное население                               | Полное население                               | Полное население                               | Полное население                               | 153 908 |
| ---------------------------------------------- | ---------------------------------------------- | ---------------------------------------------- | ---------------------------------------------- | ------- |
| в том числе:                                   | Городское население                            | 138 690                                        | Процент городского населения, %                | 90,11   |
|                                                | Сельское население                             | 15 218                                         | Процент сельского населения, %                 | 9,89    |
|                                                | Мужское население                              | 77 893                                         | Процент мужского населения, %                  | 50,61   |
|                                                | Женское население                              | 76 015                                         | Процент женского населения, %                  | 49,39   |
| Плотность населения, чел/км²                   | Плотность населения, чел/км²                   | Плотность населения, чел/км²                   | Плотность населения, чел/км²                   | 22,35   |
| Население муниципалитета в % к населению штата | Население муниципалитета в % к населению штата | Население муниципалитета в % к населению штата | Население муниципалитета в % к населению штата | 2,03    |

По данным оценки 2015 года, население муниципалитета — 189 921 житель.

## Статистика
- Валовой внутренний продукт на 2004 год составляет 1 363 098 000,00 реалов (данные: Бразильский институт географии и статистики).
- Валовой внутренний продукт на душу населения на 2004 год составляет 15 398,00 реалов (данные: Бразильский институт географии и статистики).
- Индекс развития человеческого потенциала на 2000 год составляет 0,741 (данные: Программа развития ООН).

## Важнейшие населенные пункты
| № | Населённый пункт | Населённый пункт (порт.) | Категория         | Население чел. (2010) | На карте                       |
| - | ---------------- | ------------------------ | ----------------- | --------------------- | ------------------------------ |
| 1 | Парауапебас      | Parauapebas              | город             | 138 690               | 6°04′26″ ю. ш. 49°53′15″ з. д. |
| 2 | Каражас          | Carajás                  | поселок           | 3923                  | 6°04′14″ ю. ш. 50°04′05″ з. д. |
| 3 | Палмарис I       | Palmares I               | поселок           | 2859                  | 5°59′45″ ю. ш. 49°53′27″ з. д. |
| 4 | Палмарис II      | Palmares II              | поселок           | 2349                  | 5°56′47″ ю. ш. 49°50′20″ з. д. |
| 5 | Вила-Сансан      | Vila Sansão              | поселок           | 664                   | 5°55′09″ ю. ш. 50°21′18″ з. д. |
| 6 | Шикрин           | Xikrim                   | индейская деревня | 586                   | 6°15′42″ ю. ш. 50°48′12″ з. д. |
| 7 | Седери I         | Sedere I                 | поселок           | 442                   | 6°13′50″ ю. ш. 49°53′33″ з. д. |
| 8 | Джидже-Ко        | Djudjuê-Kô               | индейская деревня | 404                   | 6°18′29″ ю. ш. 50°54′25″ з. д. |